# Вуди-Пойнт (Ньюфаундленд и Лабрадор)
Вуди-Пойнт (англ. Woody Point) — небольшой город (town) на острове Ньюфаундленд (провинция Ньюфаундленд и Лабрадор, Канада).

## География
Вуди-Пойнт находится в западной части острова Ньюфаундленд, у юго-западной части залива Бонн, недалеко от места, где залив разделяется на два больших «отростка» — Саут-Арм (англ. South Arm) и Ист-Арм (англ. East Arm). Вуди-Пойнт находится с западной стороны у входа в Саут-Арм, длина которого в южном направлении составляет около четырёх миль (6,4 км). Площадь города Вуди-Пойнт составляет 2,91 км².
Вуди-Пойнт окружён национальным парком Грос-Морн, рядом с городом расположен Познавательный центр (англ. Discovery Centre) парка. К юго-западу от Вуди-Пойнта находятся горы Тейбллендс, также входящие в состав парка. Одной из достопримечательностей города является маяк Вуди-Пойнт, расположенный на берегу залива Бонн. Современный маяк, сооружённый в 1959 году, имеет высоту 7,3 м. Он заменил старый маяк, построенный в 1919 году.

## История
Около 1800 года компания «Bird and Company» основала на месте расположения нынешнего Вуди-Пойнта факторию, которая торговала в основном лососём и пушниной. По некоторым сведениям, в 1838 году в Вуди-Пойнте было около 30 непостоянных жителей, которые приезжали на рыбалку из Роки-Харбора и других близлежащих населённых пунктов. Полагают, что первые постоянные поселенцы появились в 1849 году; до 1873 года для поселения использовалось название Джерси-Рум (Jersey Room). В 1860-х — начале 1870-х годов в районе залива Бонн появилось много новых поселенцев. К 1884 году в Вуди-Пойнте проживало 254 человека (включая Керзон-Виллидж), а в 1901 году — более 450.
В 1956 году Вуди-Пойнт получил статус небольшого города (town). В его состав также вошли близлежащие Керзон-Виллидж (Curzon Village) на севере и Уинтерхаус-Брук (Winterhouse Brook) на юге.

## Население
Согласно переписи населения 2016 года, население Вуди-Пойнта составляло 282 человека, 46,4 % мужчин и 53,6 % женщин. Средний возраст жителей Вуди-Пойнта составлял 55,7 лет.
| 1991 | 2001 | 2006 | 2011 | 2016 |
| ---- | ---- | ---- | ---- | ---- |
| 562  | 366  | 355  | 281  | 282  |

## Фотогалерея

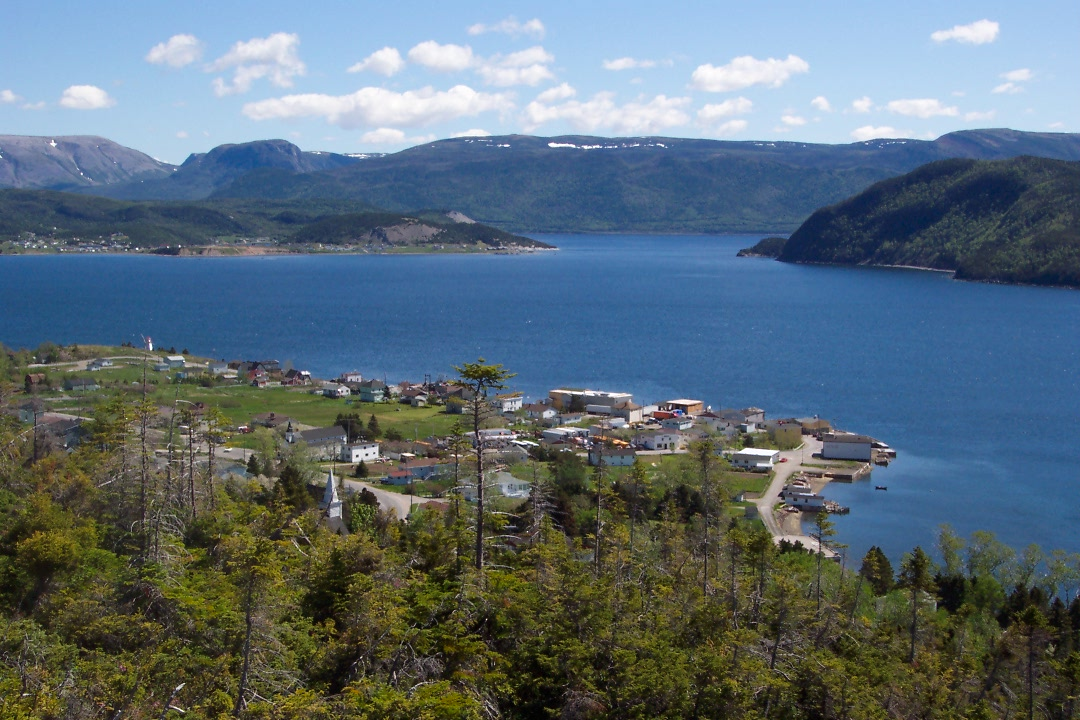
Вуди-Пойнт и залив Бонн
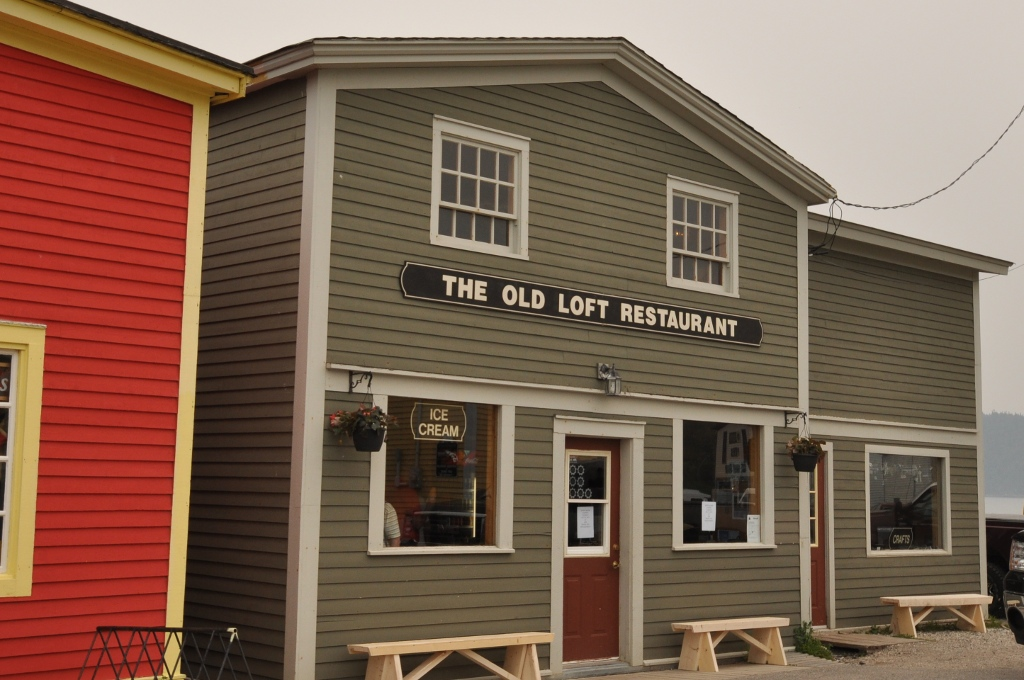
Старые дома
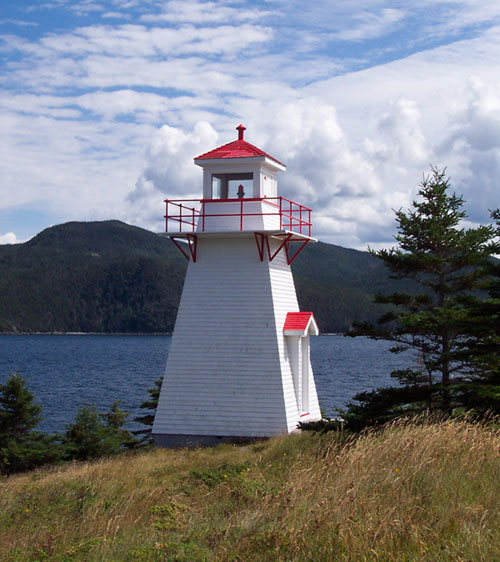
Маяк Вуди-Пойнт
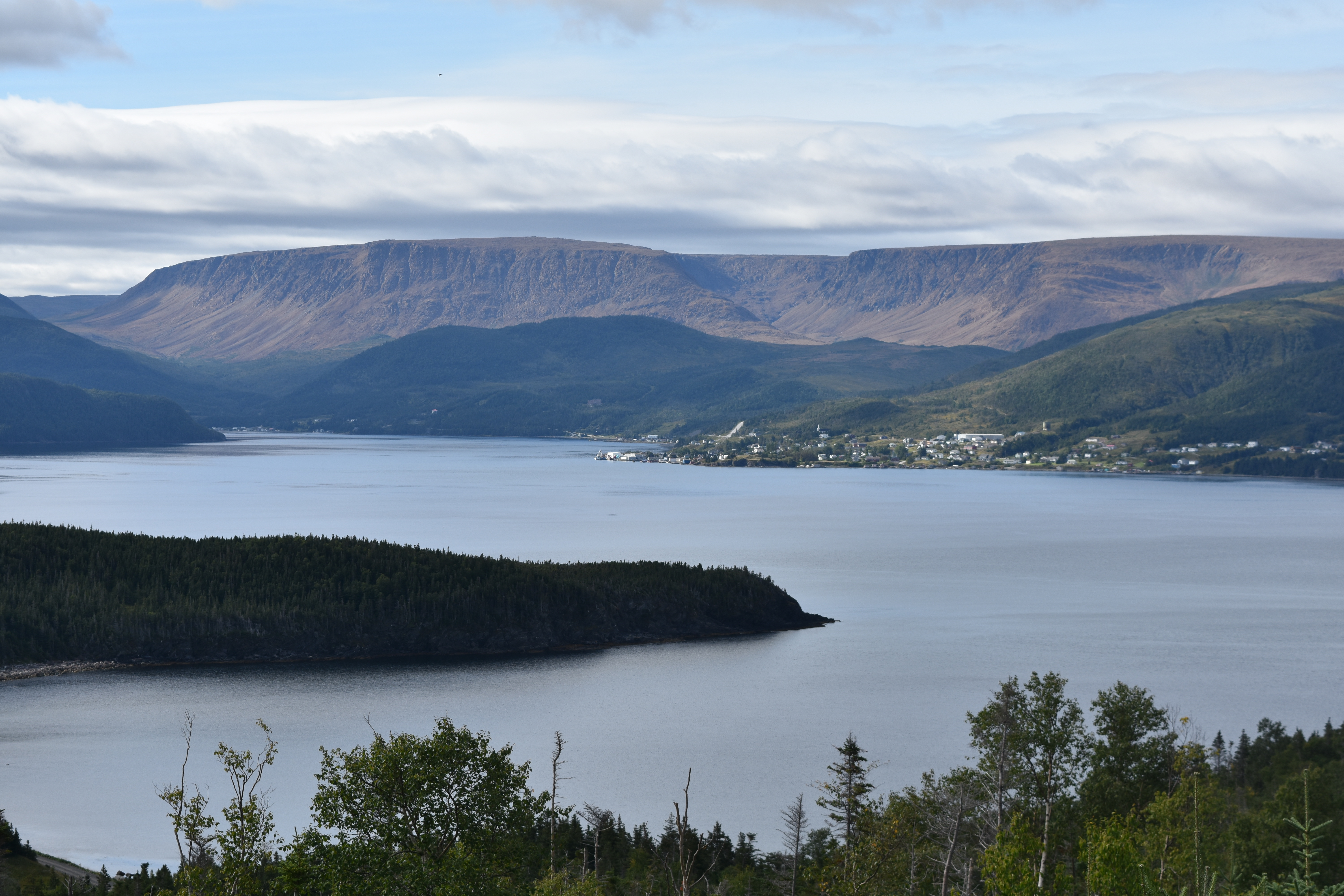
Вуди-Пойнт и горы Тейбллендс